# Centaurea leonidia
Centaurea leonidia là một loài thực vật có hoa trong họ Cúc. Loài này được Kalpoutz. & Constantin. mô tả khoa học đầu tiên năm 2004.